# Манастир Радошин
Манастир Радошин је женски манастир налази се у источној Србији, у селу Радошин, у оквиру општине Свилајнац Припада Епархији браничевској. Налази се у селу Радошин, на његовом дну при спуштању села са брда ка Великој Морави.
Припада групи од шест манастира на овом малом географском потезу уз ову реку (Миљков, Доброшево, Златенац, Радошин, Томић и Јаковић) где им је заједничко да нису прецизно утврдиви године градње, градиоци.
Старешина манастира је игуманија мати Нимфодора (Миљковић), са сестринством на челу од 8. септембра 2021. године.

## Историја
Манастир Радошин познат је по необичној чињеници да је његова обнова (средњовековних остатака) почела у време Другог светског рата, 1942 године, када су се становници овог села определили да не иду ни у четнике ни у партизане, већ да се посвете обнови средњовековног манастира. Након највећег српског страдања у Првом светском раду уследило је ново страдање у Другом, где се народ поделио, а још су га душмани напали са свих страна. Ако није постојала адекватна одбрана народа, подељеног и нападнутог са свих страна, онда је изолационизам једног насеља био најразумнији одговор.

## Старешине манастира
- Митродора Миљковић, (2001—2021)
- Нимфодора Миљковић, (2021—тренутна)